# Dolina Viñales
Dolina Viñales (španjolski: Valle de Viñales) je krška depresija u gorju Sierra de los Organos, odmah sjeverno od grada Viñalesa u kubanskoj pokrajini Pinar del Río. 
Ovo područje površine 132 km² je okruženo planinama i ispunjeno mnogim dramatičnim vapnenačkim stijenama (mogotes) koje izviru iz tla do 300 m visine. Tu su i brojne špilje u kojima se nalaze fosili amonita. Na okolnim brdima vegetacija je obilježena lokalnim endemskim vrstama, kao što su palme Gaussia princeps i Microcycas calocoma, živi fosil cvjetonosne flore. Od endemskih životinja tu se mogu pronaći pčelji kolibri (Mellisuga helenae), koji važi za najmanju pticu na svijetu, te 
kubanski trogon (Priotelus temnurus), kubanski todi (Todus multicolor)
No, dolina Viñales je najpoznatija kao krajolik oranica, prije svega tradicionalnog uzgoja duhana. Vrijednost kulturnog krajolika upotpunjavaju sela, farme i nastambe narodne arhitekture u kojima obitava višeetničko društvo koje odražava kulturni razvoj karipskih otoka, uključujući Kubu. Zbog toga je 1999. godine dolina Viñales upisana na UNESCO-ov popis mjesta svjetske baštine u Sjevernoj Americi.

## Povijest
Mnoge špilje, koje su razbacane na obroncima grebenja doline Viñales, su bile naseljene stoljećima prije dolaska španjolskih osvajača. Plodno tlo i pogodna klima doveli su do razvoja stočarstva i uzgoja krmnog bilja i žitarica, za što su rabljeni robovi iz Afrike. Ostaci najveće hacijende, Pan de Azúcar, svjedoče kako su robovi bili učeni različitim zanatima. Prebjegli robovi, poznati kao cimarrones, su često tražili sklonište u brojnim špiljama doline.
Nakon pojave i značajnog širenja uzgoja duhana, selo Viñales je osnovano 1875., uz cestu koja vodi od glavnog grada pokrajine, Pinar del Rio, do Puerto Esperanza, glavnog izlaza na more. Zapadna željeznica (Ferrocarril del Oeste), od koje su ostali tek poneki ostaci, sagrađena je 1882. godine. Dolina Viñales je bila poprištem nekoliko vojnih operacija tijekom rata za neovisnost, ali i za vrijeme kubanske revolucije. Trenutačno, dolina je posvećena poljoprivredi, a njezino stanovništvo od nekih 8.000 ljudi se uglavnom bavi uzgojem duhana, usjeva koji daje najbolje prinose. Nedavni eksperimenti su pokazali da uporaba strojeva smanjuje kvalitetu duhana, što objašnjava zašto se stare metode, poput životinjskih kola, još uvijek koriste u ovoj dolini.

## Odlike
Većina zgrada, razbacanih po ravnici, su jednostavne i izgrađene od lokalnih i prirodnih materijala, a koriste se kao domovi ili obiteljska poljoprivredna gospodarstva. Selo Viñales, položeno uz glavnu ulicu, zadržalo je svoj izvorni izgled, a tu su i mnogi zanimljivi primjeri kolonijalne arhitekture. Dolina je dom izvornoj kulturi koja je spoj doprinosa autohtonih naroda, španjolskih osvajača i afričkih robova. Izvrsna ilustracija ove kulture je glazbeni izričaj poljskih radnika (veguero), čiji glavni tumač je bio Benito Hernandez Cabrera (poznat kao Viñalero). Ovdje također cvatu i monogi tradicijski obrti. Kubanci se snažno poistovjećuju s dolinom Viñales zbog ljepote mjesta i njegove povijesne i kulturne važnosti. U likovnim djelima umjetnika, kao što su Domingo Ramos i Tiburcio Lorenzo, dolina je pretvorena u simbol karipskog krajolika.

## Vanjske poveznice
- galerija fotografija  Arhivirana inačica izvorne stranice od 8. lipnja 2012. (Wayback Machine) na službenim stranicama UNESCO-a (engl.)
- Vodeća stranica za alpinizam na Kubi  Arhivirana inačica izvorne stranice od 3. veljače 2007. (Wayback Machine)
- Calzadilla, Erasmo. 18. lipnja 2009. Dago’s Life in Viñales, Cuba. Havana Times (engl.)